# Pierre-Joseph Proudhon
Pierre-Joseph Proudhon (Besançon, 15 januari 1809 – Passy (Seine) bij Parijs, 16 januari 1865) was een Frans autodidactisch econoom, socioloog en theoreticus van het socialisme die wordt beschouwd als een van de eerste anarchistische denkers. Proudhon was de eerste persoon die zichzelf anarchist noemde en hij introduceerde het woord anarchisme in 1840. Hij verzette zich tegen het autoritair socialisme en tegen het kapitalisme. Hij bepleitte in de plaats hiervan een coöperatieve samenleving, zonder regering. Proudhon vond dat het anarchisme vreedzaam verwezenlijkt moest worden. Proudhon had grote invloed op Michail Bakoenin en Peter Kropotkin. Naast theoreticus was Proudhon ook een man van de praktijk. Hij probeerde een bank op te richten die renteloze leningen zou toekennen en legde de fundamenten van een mutualiteitssysteem waarvan de principes nu nog steeds worden toegepast in de verzekeringswereld (zie ook het boek Wederzijdse hulp van Peter Kropotkin).

## Biografie

### Jeugd
Proudhon stamde uit een arme familie. Zijn vader en moeder werkten aanvankelijk in een bierbrouwerij, tot deze in 1814 door oorlog verwoest werd. Vader Proudhon begon daarop een kuiperij, waarin hij zijn zoon vanaf diens twaalfde ook wilde laten werken. Moeder Catherine Proudhon-Tournesi stak hier een stokje voor: met financiële steun van de bierbrouwer voor wie zij vroeger werkte, wist zij voor haar zoon een plaats op de Latijnse school te regelen.
Proudhon was door zijn ijver een zeer succesvolle leerling, terwijl hij zich wegens armoede niet één leerboek kon aanschaffen. Hij leende boeken van vrienden en schreef deze over; later was hij kind aan huis in de stadsbibliotheek van Besançon.
Op zijn achttiende ging Proudhon werken bij een drukkerij als corrector en typograaf, waarbij hij vooral Latijnse juridische en theologische werken onder ogen kreeg. Proudhon studeerde in zijn vrije tijd verder met behulp van de drukproeven die hij van zijn werk mee naar huis nam.
In 1837 schreef Proudhon zijn eerste eigen werk: Essai de grammaire générale, een bijlage bij een taalkundig boek dat bij zijn werkgever gedrukt werd. H.P.G. Quack merkt op dat dit werk wetenschappelijk niet veel voorstelde, door de gebrekkige kennis die Proudhon bezat van de taalkunde van zijn tijd.
De stad Besançon verleende Proudhon in 1838 een driejarige beurs met een jaargeld van 1500 franc (destijds een aanzienlijk bedrag), waarmee hij drie jaar ongestoord kon studeren.

### Maatschappijkritiek

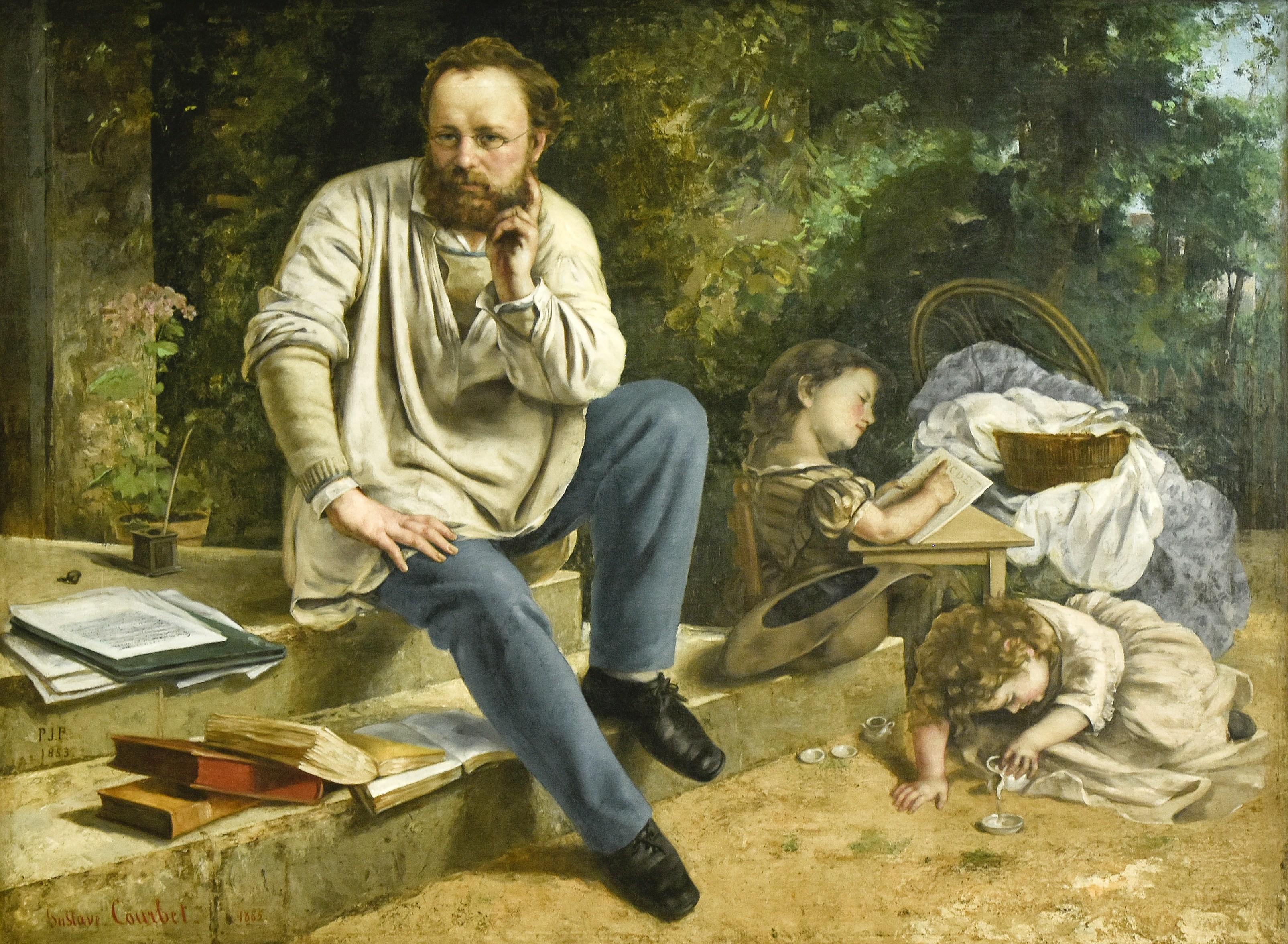
Proudhon met zijn kinderen in 1853 geschilderd door Gustave Courbet

Proudhon publiceerde zijn eerste socialistische geschrift, De la célébration du Dimanche ("Over de zondagsviering") in 1839. In dit werk geeft hij een uiteenzetting van de maatschappelijke aspecten van de zondagsrust, die voor de arbeidersklasse een onderbreking van het constante werkritme betekent, maar voor de bezittende klasse nauwelijks meer van waarde is.
In 1840 werd zijn boek Qu'est-ce que la propriété? ("Wat is eigendom?") gepubliceerd. Op die vraag antwoordde hij met de stelling: la propriété c'est le vol ("eigendom is diefstal;" vaak incorrect vertaald als "bezit is diefstal"). Vanuit een analyse van eigendom en arbeid kwam Proudhon tot de conclusie dat de collectieve factor van de arbeid het zich toe-eigenen van het product van die arbeid onrechtvaardig maakte. Hij pleitte voor afschaffing van de private eigendom en de vervanging daarvan door particulier bezit en vruchtgebruik.
In 1843 verhuisde Proudhon naar Lyon en werkte daar als boekhouder. Proudhon werd lid van de organisatie de mutualisten. Proudhon gebruikte de term mutualisme als naam voor zijn economische denkbeelden en anarchisme voor zijn politieke denkbeelden.
Van 1844 tot 1846 werkte Proudhon aan Système des contradictions économiques, ou philosophie de la misère ("Systeem van economische tegenstrijdigheden, of filosofie van de armoede"), een sociaal-economische uiteenzetting die beter bekend is onder de ondertitel Philosophie de la misère ("Filosofie van de armoede"). Philosophie de la misère is geschoeid op de leest van de hegeliaanse dialectiek. Het bevat een scherpe kritiek op Proudhons theoretische voorgangers, die hij beschuldigt van utopisch denken.
Proudhon trok de aandacht van de gerechtelijke overheden én van Karl Marx die een correspondentie met hem begon. Het beroemde antwoord van Proudhon, het eerste en laatste trouwens, zal hem de levenslange vijandschap van Marx bezorgen. Hij klaagt er de intolerantie van Marx en zijn theorie van het historisch materialisme in aan. Deze brief duidt de tegenstelling aan tussen de marxisten en anarchisten. Marx zal er zijn leven lang een diepe wrok tegenover Proudhon aan overhouden. Hij reageert op Philosophie de la misère met het polemische Armoede van de filosofie.

## Man van de praktijk
In 1847 verhuisde hij naar Parijs. Tijdens de Februarirevolutie van 1848 deed hij mee met de geweldloze bestorming van de Tuilerieën en met het opzetten van barricades. Door de revolutie werd koning Louis-Phillip afgezet en de republiek uitgeroepen. Proudhon publiceerde sinds 7 februari 1848 de krant Le Représentant du Peuple.
In de eerste helft van juni 1848 deed Proudhon mee met de parlementsverkiezingen, terwijl hij eerder het parlement had bekritiseerd dat het onbruikbaar was voor maatschappelijke hervormingen. Proudhon vond dat hij deze principes moest laten varen, omdat hij in het parlement wilde komen om geweld tegen de bevolking te voorkomen. Proudhon werd met ongeveer 77.000 stemmen in het parlement gekozen. Hij verdedigde de opstandelingen van de Junidagen en veroordeelde het harde ingrijpen tegen de demonstranten. Na de Junidagen werd de krant van Proudhon verboden. In het parlement diende Proudhon een motie in, waarin het kwijtschelden van bijna alle schulden werd geëist. Al snel verloor hij zijn vertrouwen in het parlement en beschouwde het parlement als nutteloos.
Op 31 augustus 1848 verscheen Le Représentant du Peuple weer met een oplage van meer dan 40.000. Een aantal dagen later werd de krant weer verboden. Proudhon begon in november 1848 een nieuwe krant met de naam Le Peuple.
Proudhon begon op 31 januari 1849 een ruilbank. Deze ruilbank zou renteloze leningen uitgeven, waarmee arbeiders zelf productiemiddelen konden kopen voor het oprichten van eigen bedrijven of coöperaties. Via de ruilbank konden de leden met elkaar producten kopen en verkopen via arbeidswaardebonnen. Proudhon hoopte een netwerk van zelfstandigen en coöperaties te creëren die het kapitalisme zou vervangen. Ongeveer 12.000 Parijzenaren waren aangesloten bij de ruilbank.
Proudhon beschuldigde de president Louis-Napoleon Bonaparte van het plannen van een staatsgreep. Het parlement ontnam daarvoor de parlementaire onschendbaarheid van Proudhon, waarna hij veroordeeld werd tot drie jaar gevangenisstraf. Hij vluchtte naar België. Later keerde hij terug naar Parijs om zijn werkzaamheden voor Le Peuple voort te zetten. Proudhon werd in juni 1849 gearresteerd en de ruilbank werd opgeheven.
Als politiek gevangene kreeg hij elke week verlof om de gevangenis te verlaten. Tijdens zijn gevangenschap trouwde hij. Le Peuple werd verboden en het redactiebureau en de drukkerij werd door de politie vernield. Op 30 september 1849 verscheen Proudhons nieuwe krant Le Voix du Peuple met een oplage van 60.000. Proudhon werd tijdens zijn gevangenis nogmaals vervolgd voor een artikel waarin hij voorspelde dat Louis-Napoleon een staatsgreep zou plegen. Door een technische fout van de rechtbank werd Proudhon niet nogmaals veroordeeld. In mei 1850 werd Le Voix du People verboden. Hierna begon Proudhon een nieuwe krant met de naam Le Peuple, maar die werd datzelfde jaar verboden. In 1851 pleegde Louis-Napoleon een staatsgreep.

## Na zijn vrijlating

Portret van Proudhon uit 1862 door Félix Nadar.

In 1852 kwam Proudhon vrij. Hij publiceerde in 1858 het boek De la justice dans la révolution et dans l’église, waarvoor Proudhon werd veroordeeld tot een gevangenisstraf van drie jaar. Hij vluchtte naar België en na een algemene amnestie voor politiek delinquenten keerde Proudhon in 1862 terug naar Frankrijk.
Proudhon schreef in zijn boek Du principe federatif uit 1863 dat hij van mening was geworden dat het anarchisme slechts een ideaal was dat niet verwezenlijkt kon worden. Proudhon wilde de overheid decentraliseren door de overheid te veranderen in een federatie van gemeenschappen. Op Europese schaal zou een confederatie van nationale federaties gevormd worden.
In zijn laatste boek De la capacité politique des classes ouvrières uit 1865 riep hij loonarbeiders, middenstanders en boeren op om zich te organiseren in een federatie, waardoor ze gezamenlijk op konden komen voor hun rechten en belangen.

## Mutualisme
Proudhon wilde tijdens zijn anarchistische periode de overheid afschaffen en vervangen door een confederatie van zelfstandige gemeenschappen, waarbij het lidmaatschap van een gemeenschap vrijwillig was. De wetten zouden vervangen worden door vrijwillige afspraken en wederzijds aanvaarde verplichtingen tussen de gemeenschappen en individuen onderling. Het kapitalisme zou volgens Proudhon worden opgeheven door de mutualistische ruilbank. De mutualistische bank zou democratisch bestuurd worden door de leden.
De ruilbank zou krediet verlenen aan zelfstandige ambachtslieden, boeren en coöperaties, waarmee zij productiemiddelen konden kopen, uitbreiden, verbeteren of onderhouden. Het kapitalistische loonstelsel zou volgens Proudhon hierdoor verdwijnen. Op deze leningen zal geen rente worden gevraagd. Wel moet een bijdrage betaald worden ten behoeve van het bijhouden van statistieken en de boekhouding. De hoogte van deze vergoeding zou dalen naargelang meer mensen lid zouden worden van de ruilbank. De bank zou ook verzekeringen en pensioenen verstrekken. De leningen en pensioenen worden verstrekt in arbeidswaardebonnen.
Leden van de mutualistische vereniging zouden hun geproduceerde spullen in kunnen ruilen voor deze waardebonnen, waarmee ze goederen en diensten konden kopen. De inbrenger krijgt de waarde van het product gebaseerd op de hoeveelheid arbeidsuren die er gemiddeld nodig is om het product te produceren. Met deze waardebonnen kunnen producten worden gekocht bij de magazijnen, winkels en bedrijven die zijn aangesloten bij de mutualistische vereniging. Uiteindelijk hoopte Proudhon dat alle koop en verkoop via deze waardebonnen zouden gaan.